# Magyarország a 2005-ös fedett pályás atlétikai Európa-bajnokságon
Magyarország a spanyolországi Madridban megrendezett 2005-ös fedett pályás atlétikai Európa-bajnokság egyik részt vevő nemzete volt. Az ország a versenyen 7 sportolóval képviseltette magát.

## Eredmények

### Férfi
| Versenyző     | Versenyszám | Előfutam | Előfutam | Előfutam | Elődöntő | Elődöntő | Elődöntő | Döntő   | Döntő    |
| Versenyző     | Versenyszám | Idő      | Hely.    | Össz.    | Idő      | Hely.    | Össz.    | Idő     | Helyezés |
| ------------- | ----------- | -------- | -------- | -------- | -------- | -------- | -------- | ------- | -------- |
| Farkas Attila | 60 m        | 6,79     | 4.       | 19.      | kiesett  | kiesett  | kiesett  | kiesett | kiesett  |
| Szeglet Zsolt | 400 m       | 47,04    | 3.       | 8.       |          |          |          | kiesett | kiesett  |

| Versenyző      | Versenyszám | Selejtező | Selejtező | Döntő    | Döntő    |
| Versenyző      | Versenyszám | Eredmény  | Helyezés  | Eredmény | Helyezés |
| -------------- | ----------- | --------- | --------- | -------- | -------- |
| Tölgyesi Péter | Hármasugrás | 16,58 m   | 7.        | 16,17 m  | 7.       |

| Versenyző        | Versenyszám | 60 m | 60 m | Távolugrás | Távolugrás | Súlylökés | Súlylökés | Magasugrás | Magasugrás | 60 m gát | 60 m gát | Rúdugrás | Rúdugrás | 1000 m  | 1000 m | Végeredmény | Végeredmény |
| Versenyző        | Versenyszám | Idő  | Pont | Eredmény   | Pont       | Eredmény  | Pont      | Eredmény   | Pont       | Idő      | Pont     | Eredmény | Pont     | Idő     | Pont   | Pont        | Helyezés    |
| ---------------- | ----------- | ---- | ---- | ---------- | ---------- | --------- | --------- | ---------- | ---------- | -------- | -------- | -------- | -------- | ------- | ------ | ----------- | ----------- |
| Zsivoczky Attila | Hétpróba    | 7,22 | 806  | 7,09 m     | 835        | 14,58 m   | 764       | 2,15 m     | 944        | 8,28     |          | 4,80 m   |          | 2:36,49 |        | 6024        | 5.          |

### Női
| Versenyző      | Versenyszám | Előfutam | Előfutam | Előfutam | Elődöntő | Elődöntő | Elődöntő | Döntő   | Döntő    |
| Versenyző      | Versenyszám | Idő      | Hely.    | Össz.    | Idő      | Hely.    | Össz.    | Idő     | Helyezés |
| -------------- | ----------- | -------- | -------- | -------- | -------- | -------- | -------- | ------- | -------- |
| Papp Krisztina | 3000 m      | 9:02,56  | 3.       | 7.       |          |          |          | 9:09,54 | 6.       |

| Versenyző        | Versenyszám | Selejtező | Selejtező | Döntő    | Döntő    |
| Versenyző        | Versenyszám | Eredmény  | Helyezés  | Eredmény | Helyezés |
| ---------------- | ----------- | --------- | --------- | -------- | -------- |
| Molnár Krisztina | Rúdugrás    | 4,30 m    | 13.       | kiesett  | kiesett  |
| Vaszi Tünde      | Távolugrás  | 6,40 m    | 9.        | kiesett  | kiesett  |